# A jó rabló
A jó rabló (eredeti cím: The Good Thief)  2002-ben bemutatott romantikus bűnügyi film. Főszereplők Nick Nolte, Emir Kusturica és Nutsa Kukhianidze. Rendező Neil Jordan.
A film az 1955-ös francia film, a Bob nagyban játszik (Bob le flambeur) feldolgozása, aminek Jean-Pierre Melville volt a rendezője.

## Szereposztás
| Karakter                                        | Színész           | Szinkronhang    |
| ----------------------------------------------- | ----------------- | --------------- |
| Anne                                            | Nutsa Kukhianidze | Molnár Ilona    |
| Said                                            | Ouassini Embarek  | Hamvas Dániel   |
| Remi                                            | Marc Lavoine      | Németh Gábor    |
| Bob Montagnet, heroinfüggő, visszavonult tolvaj | Nick Nolte        | Sörös Sándor    |
| Roger                                           | Tchéky Karyo      | Várkonyi András |
| Raoul                                           | Gérard Darmon     | Varga Tamás     |
| Paulo                                           | Saïd Taghmaoui    | Crespo Rodrigo  |
| Yvonne                                          | Patricia Kell     |                 |
| Philippe                                        | Julien Maurel     |                 |
| Vladimir                                        | Emir Kusturica    | Mikula Sándor   |
| Kozinski                                        | Roland Munter     |                 |
| Petit Louis                                     | Warren Zavatta    |                 |
| Bill                                            | Théo Trifard      |                 |
| Philippa                                        | Sarah Bridges     |                 |
| Luigi                                           | Nicolas Dromard   |                 |
| Fernandez                                       | Sergio Candiota   |                 |
| Albert                                          | Mark Polish       | Kossuth Gábor   |
| Bertram                                         | Michael Polish    | Seder Gábor     |

## Cselekménye
|  | Alább a cselekmény részletei következnek! |

A történet egy heroinfüggő, visszavonult tolvajról szól. Bob Montagnet (Nick Nolte) átmenetileg felfüggeszti szenvedélyét, egy utolsó nagy fogást szervez és hajt végre társaival együtt, sikeresen és közben egy bevándorló lányon is önzetlenül segít. Bob a zseniális tervében még egy besúgó tevékenységét is előre számításba veszi. A rablás tárgya értékes festmények.
A rablás ideje alatt Bob egy kaszinóban tartózkodik, hogy alibije legyen és közben annyi pénzt nyer, hogy a kaszinónak nehézséget okoz azt kifizetni.
|  | Itt a vége a cselekmény részletezésének! |

## Megjelenése
Magyarországon nem játszották a mozik, a tévébemutató 2005. augusztus 19-én volt.

## Fogadtatás
A film többnyire pozitív kritikákat kapott a kritikusoktól. Roger Ebert filmkritikus megjegyzi: „Nolte arra született, hogy eljátssza Bob szerepét. Egyike azoknak a szerepeknek, amiben a színész ösztönei akadálytalanul érvényesülnek.”
Az amerikai filmkritikusok véleményét összegző Rotten Tomatoes 77%-ra értékelte 141 vélemény alapján.
A Reel.com kritikusa, Pam Grady dicséri a filmet: „A jó rabló-nak sok előnyös tulajdonsága van, kezdve a jó forgatókönyvvel és a fényképezéssel. Jordan fogta Melville eredeti ötletét, 21. századi csavart tett hozzá és így még jobb lett.”

## Díjak, jelölések
elnyert díj:
- 2002, Madridimagen, „legjobb operatőri munka” – Chris Menges

jelölés:
- 2002, San Sebastián International Film Festival, „Golden Seashell” – Neil Jordan

## Forgatási helyszínek
- Monaco
- Nizza, Franciaország

## Fordítás
- Ez a szócikk részben vagy egészben  a   The Good Thief (film) című angol Wikipédia-szócikk fordításán alapul.  Az eredeti cikk szerkesztőit annak laptörténete sorolja fel. Ez a jelzés csupán a megfogalmazás eredetét és a szerzői jogokat jelzi, nem szolgál a cikkben szereplő információk forrásmegjelöléseként.